# Шамши-Адад I
Шамши-Адад I — верхнемесопотамский царь, правил приблизительно в 1810 — 1775 годах до н. э.
Происходил из аморейского племени ханейцев. Захватив Ашшур и став правителем Ассирии, Шамши-Адад объединил под своей властью все территории, располагавшиеся между Тигром и Евфратом в их верхнем течении — именно поэтому возникло название «царство Верхней Месопотамии», которым некоторые современные ассириологи обозначают его державу. После его смерти гегемонию в регионе получил его младший современник, правитель Вавилонии Хаммурапи.

## Происхождение Шамши-Адада
Отцом Шамши-Адада назван в надписи Асархаддона некий Белкаби («Бог — его звезда»). Это имя, очевидно, тождественно с Игуркабкабу, отчеством Шамши-Адада, известным по штампованной надписи на кирпичах, найденных в Ашшуре, и с Ила-кабкаби (Илукапкапи), каковым именем назван отец Шамши-Адада в Хорсабадском царском списке.
Несмотря на то, что Белкаби не называется «жрецом Ашшура» в надписи Асархаддона, лишён титула энси на штампованных кирпичах из Ашшура, не является правителем Ассирии в Хорсабадском списке, тем не менее, он был самостоятельным правителем какой-то области Верхней Месопотамии, граничившей с царством Мари (вероятно, в Терке). Об этом упоминает дипломатическое письмо из Мари, согласно которому Белкаби предпринял нападение на Мари, а его посол известен из документов, найденных в Эшнунне. В одном частноправном документе, датированном 1-м годом правления Син-мубаллита, отца Хаммурапи, контрагенты клянутся именем вавилонского царя и именем Белкаби. За то, что Белкаби занимал положение самостоятельного правителя говорит и то обстоятельство, что Шамши-Адад в Хорсабадском списке не объявлен узурпатором, хотя и не является сыном своего предшественника Эришума II.
Хотя позднейшие ассирийские царские списки действительно включали его (равно как и ряд его предков) в число ассирийских царей, и хотя Шамши-Адад оставил множество своих надписей в городе Ашшуре и произвёл коренную реформу его канцелярий, введя в них новую (вавилонско-евфратскую) письменную традицию, он никогда не считал себя царём Ашшура, и не связывал своих царских титулов («царь множеств (шар кишшатим), поставленный Энлилем») ни с Ашшуром, ни с его богами. Там он принял сначала титул ишшиаккум, а позже называл себя только строителем храма бога Ашшура.

## Захват Ашшура
История завоеваний Шамши-Адада не вполне понятна. Известно лишь, что они шли в двух основных направлениях: по Евфрату и к западу от него, и по Тигру и к востоку от него. Шамши-Адад упоминает Эришума I и его сына Икунума как своих предшественников на троне города Ашшура, совершенно умалчивая о следующих после Икунума четырёх правителях: Саргоне I, Пузур-Ашшуре II, Нарам-Сине и Эришуме II. Это объясняется тем, что Шамши-Адад занял Ашшур не сразу. Вероятнее всего, Шамши-Адад начал свои завоевания из Вавилонии, куда он бежал, когда его отец Ила-кабкаби потерял власть в Терке, будучи выбит оттуда царём Мари Яггид-Лимом. В списке ассирийских царей содержатся следующие сведения о том времени:

«Шамши-Адад, сын Ила-кабкаби, отправился, когда [царём Ассирии был] Нарам-Син, в Кардуниаш [то есть Вавилонию]. Когда Ибни-Адад занимал должность лимму, Шамши-Адад пришёл на север из Кардуниаша; он захватил город Экаллатум и на протяжении трех лет проживал в Экаллатуме. Когда Арамат-Иштар занимал должность лимму, Шамши-Адад пришёл на север из Экаллатума, свергнул Эришума [царя Ассирии], сына Нарам-Сина [Ассирийского], взошёл на трон (сам) и правил на протяжении 33 лет».
Позднее, уже став царём Ассирии, Шамши-Адад приказал вырезать собственную надпись, где вместо древнеассирийского языка, на котором составлялись тексты царей Ашшура, правивших до него, использовался вавилонский диалект. Обосновывая своё вступление на престол он заявлял, что на трон Ашшура его призвали Анум и Энлиль, древние шумерские боги, считавшиеся защитниками царей. Данные факты также свидетельствует о том, что Шамши-Адад довольно длительное время пребывал в Вавилоне и проникся искренней любовью к его языку и культуре.

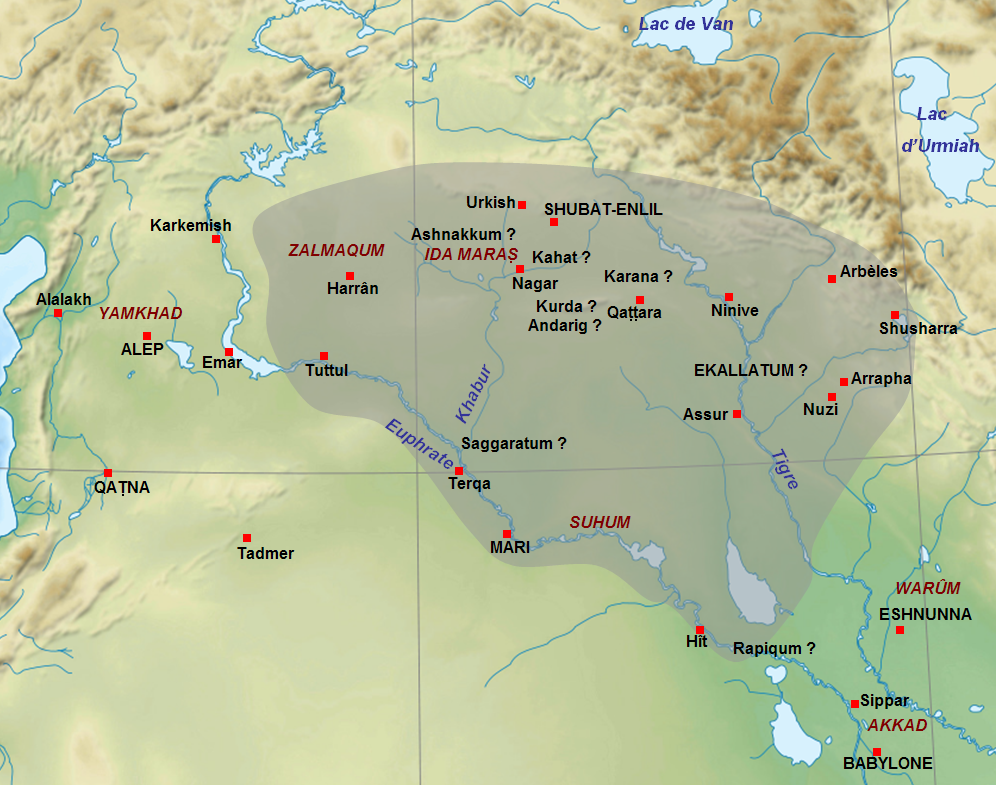
Государство Шамши-Адада I

Нам неизвестно, сколько Шамши-Адад пробыл в Вавилоне, и ни в одном источнике не сказано, как ему удалось собрать войско, с помощью которого он, ещё при жизни Нарам-Сина Ашшурского, сумел выступить против Экаллатума (в районе нынешней Хан-Шуреймии). Захват города, вероятно, стал возможен, так как на стороне Шамши-Адада было войско из аморейских наемников, с удовольствием принимавших участие в подобных мероприятиях, надеясь на богатую добычу, которую они получали, грабя захваченные города. Возможно, Шамши-Адад получил в Вавилоне финансовую поддержку от заинтересованных лиц, которым было выгодно ослабление ассирийского влияния в северных провинциях. Однако это только гипотеза. Город Экаллатум, видимо, стал главным южным административным центром державы Шамши-Адада. В нём Шамши-Адад посадил правителем своего старшего сына, носившего не аморейское имя, а аккадское — Ишме-Даган. Впоследствии Ишме-Даган стал фактически соправителем отца.
Проведя три года в Экаллатуме и, видимо, собираясь с силами, Шамши-Адад захватил и Ашшур, изгнав оттуда преемника Нарам-Сина Эришума II (вероятно, в 1807 году до н. э.). В то же время была захвачена и Ниневия. В своей единственной надписи из Ниневии сам Шамши-Адад связывает начало своего царствования в Ашшуре с захватом страны Нурругум (к северо-западу от Ниневии) — страны, которая по данным архива Мари, ко времени завоевания Мари уже входила в состав государства Шамши-Адада в качестве одного из округов. Следовательно, Шамши-Адад предпринял поход на Мари будучи уже царём Ассирии.

## Подчинение «Верхней страны»
Затем Шамши-Адад распространил свою власть на земли, расположенные к югу от нагорья Джебель-Синджар. Перейдя этот горный массив, он завоевал территорию, иногда называемую треугольником Хабура: плодородную область предгорий, орошаемую рекой Хабур и её притоками, которые спускаются с Тур-Абдина, восточного продолжения гор Тавра. В архивах дворца при раскопках города Мари найдено письмо правителя «Верхней страны», искавшего защиты у Яхдун-Лима: ранее автор письма успешно противостоял нападениям Халаба, Каркемиша и Уршу, но притязания Шамши-Адада, который уже захватил несколько городов его царства, представляли более серьёзную угрозу. 
Одним из ключевых городов своего царства Шамши-Адад сделал Шехну, переименовав её в Шубат-Энлиль («Дом Энлиля»). Таким образом, постоянные заявления Шамши-Адада о том, что именно Энлиль передал ему власть над Ассирией, нашли своё отражение в выборе названия для новой столицы. Шамши-Адад постепенно перевёл большую часть своей администрации в Шубат-Энлиль. Возможно, город было проще защищать во время нападений с юга и востока, так как он располагался вдали от Тигра и старых военных маршрутов.

## Подчинение Мари
Итак, подчинив земли, составившие в будущем ядро Ассирии, Шамши-Адад выступил на запад и разгромил одного из сильнейших своих соперников — царство Мари на Среднем Евфрате. Яхдун-Лим был убит собственными приближёнными, которые, возможно, действовали в интересах Шамши-Адада. Лишь одному сыну царя Мари Яхдун-Лима Зимри-Лиму удалось бежать. Он нашёл убежище у царя Ямхада (Халеба) Суму-эпуха, ранее бывшего во враждебных отношениях с его отцом. Как видно, Суму-эпух перед лицом общей опасности со стороны Шамши-Адада решил объединиться с сыном своего бывшего врага.
Захватив Мари, Шамши-Адад смог надёжно укрепиться на среднем Евфрате. Правителем завоеванного Мари Шамши-Адад назначил своего младшего сына Ясмах-Адада.

## Подчинение других государств Сирии
Опасаясь угрозы поглощения царством Ямхад, царь Каркемиша Аплаханда вступил в союз с Шамши-Ададом. Аплаханда регулярно отправлял ко двору Шамши-Адада ценные подарки и получал ответные дары, а Шамши-Адад разрешил царю Каркемиша беспошлинную торговлю в городах Северной Месопотамии и, в частности, Мари. К союзу примкнули также расположенные рядом с Каркемишем города Уршу и Хашшу. Один документ упоминает о подготовке Шамши-Адада, Каркемиша, Уршу и Хашшу к совместному походу вглубь Сирии. Поход не привёл к установлению твердого господства Шамши-Адада над Сирией, но позволил ему закрепиться в Катне.
Несмотря на подчиненное положение Катны, о чём говорят факты постоянного присутствия в этой крепости гарнизонов Шамши-Адада, сменяющихся каждые 3 года, здесь продолжала править местная династия в лице царя Ишхи-Адада. Из Катны в Мари в виде дани поступало золото, серебро, финиковая пальма, кипарис, миртовое дерево, ткани. Правитель Катны оказывал Шамши-Ададу военную помощь, слал разведывательные донесения. Добрые отношения Шамши-Адада с царём Катны были скреплены браком дочери Ишхи-Адада с Ясмах-Ададом.

## Столкновения с Ямхадом
Главным врагом Шамши-Адада в Сирии в документах назван могущественный царь Ямхада Суму-эпух, с которым Шамши-Адад постоянно находился в состоянии войны. Пограничным городом между двумя государствами считался Верхний Туттуль в устье реки Балих. Документы из архива Мари упоминают о постоянных стычках между этими царствами. Так один документ повествует о том, как двухтысячный отряд во главе с неким Япах-Ададом (возможно, один из полководцев Суму-эпуха) захватил поселение Заллул у переправы через Евфрат на правом берегу реки. Два отряда ассирийцев немедленно выступили в поход и закрепились в поселении Химуш, расположенным напротив Заллула, но подошедшие к Япах-Ададу подкрепления не позволили ассирийцам напасть на врага.
Готовя свой главный поход против Ямхада, Шамши-Адад собрал огромную по тем временам армию. Так из сохранившихся документов видно, что в этом походе должны были участвовать 10 тысяч воинов самого Шамши-Адада, 6 тысяч обязан был выставить его сын царь Мари Ясмах-Адад и 6 тысяч обещал прислать царь Эшнунны. Кроме того, видимо, в этом походе должны были участвовать и воинские силы союзных Шамши-Ададу городов Каркемиша, Уршу, Хашшу и Катны. Правда, не известно, состоялся ли этот поход и каковы были его результаты.
Во всяком случае, Суму-эпух умер естественной смертью, а Ямхад так и не был покорён Шамши-Ададом, и там постоянно находили убежище не угодные ему люди. Правда, разместив один гарнизон в Катне, а второй в Яблии (возможно, Эбла), Шамши-Адад полностью блокировал Ямхаду выход к Средиземному морю и вследствие этого преемнику Суму-эпуха Ярим-Лиму I пришлось искать себе союзника в лице правителя Алалаха, через территорию которого он получил доступ к морю обходным путём.

## Войны с горцами Загроса
С востока на державу Шамши-Адада постоянно нападали воинственные хурритские племена туррукку. Родиной туррукку можно считать Загрос, так как в случае неудачного набега они всегда искали убежище в горах. Турукку разоряли поселения по берегам Тигра, захватывали добычу и угоняли людей. Письмо из Мари повествует о нападении турукку на 2-тысячный отряд ассирийцев, стоявших где-то недалеко от Тигра. Только своевременное прибытие подкреплений спасло отряд от полного разгрома. В другом письме Ишми-Даган пишет, что он был занят войной с турукку и поэтому не подавал вестей. Из третьего письма узнаем об очередном нападении турукку. На этот раз они столкнулись с Шамши-Ададом.
Архив Мари называет четырёх вождей турукку: Бин-Адада, Виланума, Лидайю и Зазийю. Имя Бин-Адада упоминается в датированной формуле: «Год, когда Шамши-Адад Бин-Адада захватил». Это сообщение уточняется письмом из Мари. Бин-Адад и Виланум действовали совместно и погибли в одной из битв с Ишме-Даганом старшим сыном Шамши-Адада. Потерпел поражение и вынужден был укрыться в горах и Лидайя, третий вождь турукку. Но Шамши-Ададу так и не удалось обезопасить страну от набегов турукку.

## Отношения с Эшнунной
Отношения со своим юго-восточным соседом, царством Эшнунна, у Шамши-Адада развивались в зависимости от обстановки. В одном письме, написанном уже после смерти Шамши-Адада, говорится, что этот царь постоянно искал дружбы с Эшнунной. Это подтверждается несколькими текстами, имеются сведения об обмене послами между главами двух государств. Однажды ассирийский царевич получил распоряжение отправиться в Эшнунну с дипломатической миссией, однако поездка по неизвестной причине не состоялась. Правитель Эшнунны оказывал и военную помощь Шамши-Ададу, так, во время последнего похода на Ямхад, царь Эшнунны выставил 6 тысяч воинов — четвертую часть всего войска Шамши-Адада. Однако чаще отношения Эшнунны с Шамши-Ададом носили напряженный характер.
Известно, что Эшнунна попыталась заключить союз с Вавилоном против Шамши-Адада, хотя Хаммурапи, царь Вавилона, и отверг предложенный союз. Когда весть о возможных переговорах достигла пределов Ассирии, Ишме-Даган по поручению своего отца собрал войско и начал возводить оборонительные сооружения на границе с Эшнунной. В других текстах прямо говорится о столкновениях Шамши-Адада и Эшнунны. В одном письме говорится о продвижении отрядов Ишме-Дагана в сторону Эшнунны. В другом письме Ишме-Даган пишет о попытках правителя Эшнунны возвести укрепления недалеко от Экаллатума. Причём, Ишме-Даган сообщает, что собирается первым напасть на неприятеля.
В следующем письме Ишме-Дагана предупреждают о наступлении Эшнунны на страну Харбе (к северо-востоку от города Ит). Ишме-Даган, видимо, не поверил полученному известию, тогда ему во второй раз посылают предупреждение о появлении войск Эшнунны в Харбе и о приближении их к Евфрату. Отправитель письма доносит о намерении правителя Эшнунны напасть на город Рапикум. Как видно из этой переписки, ссоры между Эшнунной и Шамши-Ададом шли из-за трех городов: Экаллатума на Тигре и Рапикума и Ита (Нижний Туттуль, современный городище Хит) на Евфрате.

## Отношения с Вавилоном
С Вавилоном у Шамши-Адада существовали мирные отношения. Как уже говорилось, вавилонский царь Хаммурапи отверг предложение союза со стороны Эшнунны, а в 10-й год своего правления (ок. 1783) лично встретился и заключил союз с Шамши-Ададом, при условии если последний отдаст ему город Ит (Нижний Таттуль) на Евфрате.
Согласно одному письму, где содержится рапорт о присутствии в Ите 2-тысячного отряда вавилонян, условие Хаммурапи было удовлетворено. Из переписки Шамши-Адада с Хаммурапи видно, что Шамши-Адад даже заботился об обеспечении караванов вавилонских купцов всем необходимым и об их своевременном возвращении на родину.

## Походы на восток
Очевидно, Шамши-Адад намеревался распространить свой контроль и на самую восточную из магистралей, ведущую вдоль предгорий Загроса с юга на север, через Аррапху и далее через независимый горный хурритский город Шушарру к перевалам Загроса, либо на северо-запад к Ниневии. Для этого он за 5 лет до своей смерти (ок. 1786) предпринял особый поход для захвата Кабары (локализуется, видимо, у переправы через М. Заб, в районе современного Алтынкёпрю). Кроме Кабары ассирийцы во время этого похода взяли также города Хурара и Кирхадат.
Ишме-Даган в своем письме Ясмах-Ададу рассказывает, что Кирхадат, расположенный в районе г. Кабара был взят на 8-й день, в ходе того, как с помощью подкопа удалось обрушить его стены. Кабарская операция была лишь прелюдией к захвату Шамши-Ададом сначала самой Аррапхи (совр. Киркук), а затем и Шушарры (совр. Телль-Шемшара).

## Организация державы
В результате в руках Шамши-Адада оказалась вся Верхняя Месопотамия. Шамши-Адад был, бесспорно, самым могущественным царём того времени. В своей строительной надписи из Ашшура Шамши-Адад называет себя «покорителем стран между Тигром и Евфратом» и говорит, что он «вышел к побережью Средиземного моря» и «получал дань от царей Верхней Страны (общее название территорий к западу и северо-западу от Ассирии) и страны Тугриш (предположительно к югу от Ассирии)». Свою державу он разделил не менее чем на 14 округов (хальсум) с административными центрами в гарнизонных крепостях. Два округа с важнейшими крепостями располагались на Тигре: Экаллатум и Шитуллум, четыре округа в степи между Тигром и Евфратом: Карана, Халита, Куруттум и Сагаратум, четыре округа, защищавшие северные границы державы были расположены у главных истоков Хабура — Ашнакум, Кирдахат (южнее совр. Чагер-Базара), Нахур (восточнее совр. Харрана) и Тальхайум (или Тальхат), три крупнейших земледельческих округа на Среднем Евфрате — Мари, Терка и Верхний Туттуль, один округ у излучины Евфрата — Каттунан и один округ за Евфратом — Яблия (может быть тождественен с Эблой).
Далее Катны и Яблии Шамши-Адад не продвинулся, если не считать кратковременного похода за лесом на Ливан, во время которого он дошёл до Средиземного моря и установил там свою победную стелу. Но, видимо, из переписки Ясмах-Адада нам известны лишь часть военных округов государства Шамши-Адада, как то связанные с Мари. Вероятно, должны были существовать ещё округа и в предгорьях Загроса, не нашедшие упоминания в этой переписке. Главами военных округов державы Шамши-Адада были царские администраторы, перемещаемые царём по своему усмотрению. Общинная администрация сохранилась, но теперь уже утверждалась на своих местах при условии лояльности царю.

## Строительная деятельность и забота о войске
Шамши-Адад развернул в Ашшуре широкую строительную деятельность. Его пространная надпись, многократно воспроизведённая, найдена в разных частях храма богов Ашшура и Адада. Однако при том он как будто стремился ни один из храмов не обойти своей заботой, поддерживая культ каждого. Но не только в храмах он искал себе опору, выступая как самодержец.
Главной его заботой было создание сильного войска. При формировании войска для похода в состав его включались только отборные воины постоянного царского полка (кицир шаррум) и ополченцы из общинников. Предпочтительнее прочих мобилизовали ханейцев, соплеменников царя. Охрана царя состояла из евнухов (герсекку) храма богини Иштар. Они сопровождали его не только во время ритуалов в храме богини, но и на поле боя, видимо, как наиболее надежные телохранители.
Интересно то, что Шамши-Адад был первым из царей древности, который в какой-то мере встал на защиту интересов широких масс земледельческих общин. Он установил твердые цены на зерно, масло, шерсть, вдвое ниже принятых в Вавилоне.

## Посольство в Дильмун
Зимой 1777/1776 год до н. э. Шамши-Адад направил посольство в далёкий Дильмун (современный остров Бахрейн в Персидском заливе). Это событие имело важное символическое значение. Вместе с войсками Шамши-Адада слава о нём дошла до Ливанских гор и Средиземноморского побережья на западе, пересекла Тур-Абдин на севере и достигла отрогов Загроса на востоке, однако дальние связи в южном направлении ещё не были установлены. Посылая послов к далёкому острову в заливе, царь как бы занимал четвёртую ключевую точку, на самом деле становясь «царём четырёх стран света» в соответствии с титулатурой той эпохи. Письма и административные документы сохранили свидетельства об этом посольстве, которое передало дары Шамши-Адада царю сказочного Дильмуна. Осенью 1776 год до н. э. после долгого пребывания на острове послы Шамши-Адада возвратились на родину в сопровождении посланников царя Дильмуна, которые везли ответные дары месопотамскому правителю.
Шамши-Адад умер на 17-м году правления вавилонского царя Хаммурапи, вероятно, летом 1775 года до н. э. Правил Шамши-Адад 33 года и после его смерти созданная им держава распалась.